# Петљаков Пе-8
Петљаков Пе-8, АНТ-42, ТБ-7 (рус. Петляков Пе-8) је био совјетски тешки бомбардер из периода Другог свјетског рата. Конструисао га је ОКБ 156 Тупољев (Опитни конструкциони биро - Тупољев) са вођом тима Владимиром Петљаковом (рус. Владимир Михайлович Петляков).

## Пројектовање и развој
Упркос дугој историји импресивних тешких бомбардера Тупољев АНТ-4/ТБ-1 и Тупољев АНТ-6/ТБ-3 и неколико пројеката и прототипова АНТ-16/ТБ-4 и АНТ-26/ТБ-6, радови на пројектовању модерног авиона Тупољев АНТ-42/ТБ-7/Пе-8 су почели 1934. године. Намена овог четворомоторног тешког бомбардера је била да замени већ застарели ТБ-3 тј. да има повећану хоризонталну брзину и знатно већи плафон лета. Бомбардер ТБ-7 је био једини совјетски авион овог типа коришћен у Другом свјетском рату након 1943. године, а изграђено их је мање од 100 примерака. Ово је резултат опсједнутости малим тактичким бомбардерима и ловцима који су били пријеко потребни у борбама на источном фронту. Тип мотора се мијењао али је авион у суштини био без већих проблема и правилно замишљен.
Прототип је израђен по спецификацији из 1934, а први лет прототипа је изведен 27. децембра 1936, а пробни пилот је био М. М. Громов. Развој прототипова је трајао до 1937. године, а авион је ушао у серијску производњу 1939. године.
Летне особине на висини од 8000 m су биле одличне, и авион је био бржи од ране Б верзије њемачког ловца Месершмит Bf-109. Авион је био означаван као Тупољев АНТ-42, војна ознака ТБ-7 а године 1940. ознака авиона се мијења у Петљаков Пе-8 по новој пракси именовања авиона по главном конструктору.
Верзија са моторима АШ-82 се појављује 1943. Задња испорука авиона је била 1944. Произведено је укупно 93-96 авиона, по разним изворима.

### Технички опис
Авион Тупољев АНТ-42/ТБ-7/Пе-8 је потпуно металне конструкције, средњокрилац са четири клипно елисна, мотора који су постављени по два на свако крило. Први прототип је имао 4 мотора М-105 са по 1100 КС сваки и са дотоком компресираног ваздуха погонским моторима који је долазио од петог мотора М-100 у задњем дијелу трупа (ово изнуђено решење је била последица тога што совјети у то време нису имали моторе са турбо пуњачима). Други прототип је имао АМ-34А моторе, промијењене у АМ-35 за серијске авионе. Сваки мотор има металне елисе са три (касније четири) пераја и променљивим кораком. Авион има увлачећи стајни трап система трицикл, предње ноге (основне) имају точкове са гумама ниског притиска које се за време лета увлачиле у махуне (до половине свог пречника) које се налазе испод крила у продужетку мотора ближих трупу авиона. Задњи точак се налазе испод репног дела авиона на „клавирској“ неувлачећој нози. Авион има укупно 3 точка који му омогућавају безбедно слетање и полетање. Труп авиона је облог попречног пресека и у њега се поред посаде могу сместити бомбе тежине до 5 тона. За самоодбрану је опремљен обртним куполама са митраљезима/топовима смештеним у махунама у продужетку мотора, иза леђа пилота, као и са топовима/митраљезима уграђеним у нос и реп авиона.

## Оперативно коришћење
Производња авиона Петљаков Пе-8/АНТ-42/ТБ-7 је у прекидима трајала од 1939. до 1944. године, према различитим изворима произведено је између 79 до 96 примерака ових авиона. Чињеница је била да су мотори били слаба тачка ових авиона, уграђивани су линијски мотори течношћу хлађени са V распоредом цилиндара, радијални мотори ваздухом хлађени, вршени су експерименти са коришћењем дизел-мотора за погон ових авиона, који су знатно повећавали долет ових авиона али се због непоузданости ових мотора од тога одустало. Поред бомбардерских задатака што је била основна намена ових авиона они су се користили и за транспорт, специјалне задатке и разна испитивања.

### Коришћење у борби
Прва мисија напада на Берлин у коме су учествовали авиони Пе-8 је извршена 10. августа 1941. године. Ова акција је прошла неславно што се види из резултата: Полетело је 10 авиона до циља је стигло 6, а са задатка се вратило свега 2 авиона. Овај неуспех се не може свалити на квалитет авиона већ пре свега на припрему и извршење задатка. Задатак је испланиран за два дана као одмазда за немачко бомбардовање Москве, наређење је издао директно Стаљин и све се одвијало под великим притиском. Због максималоног оптерећења авиона и слабих мотора за то оптерећење, аеродром са кога су авиони полетали имао је прекратку писту. Због тајности задатка о томе није обавештена против ваздушна одбрана па су авиони између осталог страдали и од пријатељске ватре. Када се томе дода и неискуство посада онда су резултати били, какви су били. Авиони Пе-8 су били у саставу Авијације Даљњег Дејства (АДД) совјетског РВ. Последња верзија авиона са радијалним моторима је могла да носи преко 5000 kg бомби 4000 km далеко и многе бомбардерске мисије су извршене против Мађарске, Румуније и Источне Прусије (Њемачка).
Авион је коришћен и као транспортни тако је њиме 1941. године министар иностраних послова Совјетског Савеза В. М.Молотов одлетео на разговоре у Шкотској са представницима британске владе. Касније 1942. је Молотов. путовао за САД преко Енглеске, Исланда и Канаде преваливши 17.800 km прелетевши ваздушни простор који је био под контролом Луфтвафе Касније у току рата је прављена и путничка верзија овог авиона.

### Послератно коришћење
Око 30 ових авиона је преживело рат и остало у служби војног ваздухопловства све до касних 1950.-их година. Обично су коришћени као летеће лабораторије за испитивање летећих бомби и тестирање разних мотора. Неколико транспортних варијанти овог авиона Пе-8с су коришћени као ВИП авиони за превоз високих војних и цивилних руководилаца, а неколико је предато Аерофлоту од којих је формирана такозвана „поларна ескадрила“. Са ових авиона је уклоњена војна опрема, уграђени додатни резервоари за гориво и уграђени нови радијални мотори са четворокраким елисама тако да су могли да служе у арктичком ваздушном саобраћају. Један од тих авиона је 1954. године слетео на Северни пол.

## Наоружање
- Стрељачко: два топа ШВАК 20 mm у леђној и репној куполи, два митраљеза 7.62 mm ШКАС у носној куполи, два митраљеза БС 12.7 mm на задњем крају унутрашњих гондола са моторима.
- Бомбе: 4000-5500

## Земље које су користиле овај авион
| - СССР |